# (1680) Per Brahe
(1680) Per Brahe es un asteroide perteneciente al cinturón de asteroides descubierto el 12 de febrero de 1942 por Liisi Oterma desde el observatorio de Iso-Heikkilä, Finlandia.

## Designación y nombre
Per Brahe recibió al principio la designación de 1942 CH.
Más adelante se nombró en honor del político y militar sueco Per Brahe el Joven (1602-1680).

## Características orbitales
Per Brahe está situado a una distancia media de 2,725 ua del Sol, pudiendo acercarse hasta 2,231 ua. Su inclinación orbital es 4,261° y la excentricidad 0,1814. Emplea en completar una órbita alrededor del Sol 1643 días.